# Дискографија Дедија Јанкија
Порторикански репер и текстописац Деди Јанки објавио је седам студијских албума, два албума уживо, тридесет и четири сингла и један саундтрек албум. На музичкој сцени појавио се гостовањем на микстејпу Playero 34 mixtape, 1991. године, диск-џокеја Playera. Први студијски албум под називом No Mercy објавио је 2. априла 1995. године. Током деведесетих година наставио је са радом, 1997. године продуцирао је компилацију El Cartel на којој су се нашли извођачи као што су Berny Man, Gallego, Alberto Stylle и многи други.. Други студијски албум под називом El Cangri.com објављен је 20. јуна 2002. године. El Cangri.com је добио позитивне критике, а након објављивања албума, Јанки је постао познат и ван Порторика, у Мајамију и Њујорку. Без икаквих промоција, албум El Cangri.com успео је да досегне на 43. позицију листе US Top Latin Albums. Албумска песма Brugal Mix нашла се на 40. позицији америчке листе  US Tropical Songs у новембру 2002. године.
Године 2003. репер је објавио компилацију  Los Homerun-es, а песме са компилације биле су на 158. позицији у Сједињеним Државама и на 7. позицији листе US Top Latin Albums. 
Barrio Fino, Јанкијев трећи студијски албум објављен је 13. јула 2004. године и постао први регетон албум који се нашао на првом месту листе US Top Latin Albums chart. Албуму је јасније додељен платинумски сертификат од стране Америчког удружења дискографских кућа. Barrio Fino био је уједно најпродаванији латиноамерички албум двехиљадитих година у Сједињеним Државама. Након великог успеха албумске песме Gasolina, сторен је нови радио формат у Сједињеним Државама под називом Latin Rhythm Airplay. Наредни уживо албум Barrio Fino en Directo објављен је 13. децембра 2005. године и провео је четрнаест недеља на врху листе Top Latin Albums у Сједињеним Државама, а након тога добио златни сертификат од стране Америчког удружења дискографских кућа.
Четврти студијски албум Јанкија под називом El Cartel: The Big Boss објављен је 5. јуна 2007. године и нашао се међу десет најбољих албум Сједињеним Државама, на деветој позицији. Албуму је додељен платинумски сертификат од стране Америчког удружења дискографских кућа. Албумски синглови Impacto Ella Me Levantó нашли су се на другом месту америчке листе Hot Latin Songs chart.
Talento de Barrio, саундтрек албум објављен је у августу 2008. године за истоимени филм. Пети студијски албум Mundial објављен је 27. априла 2010. године, а шести под називом Prestige објављен је септембра 2012. године и на њему се налазе синглови Lovumba и Limbo. Микстејп под називом King Daddy репер је објавио у октобру 2013. године, а он је уједно постао први дигитални албум који се нашао на листи Top Latin Albums chart.
Године 2017. Деди Јанки је заједно са Луисом Фонсијем снимио сингл Despacito који је био на врховима листа 47. држава, укључујући и Сједињене Државе, Уједињено Краљевство и Канаде. Despacito била је прва песма на шпанском језику која је достигла прву позицију на листи Билборд хот 100 од 1996. године. Песма је такође била прва на листи Hot Latin Songs укупно 52 недеље и 11 недеља на првим месту листе Уједињеног Краљевства. Деди Јанки је након објављивања песме Despacito постао један од најпознатијих латиноамеричких уметника на свету.
До октобра 2017. године Barrio Fino и Barrio Fino en Directo били су седми и тринаести најпродаванији латински албум у Сједињеним Државама. Током своје каријере, 63 песме Јанкија нашле су се на графикону Hot Latin Songs chart, 24 њих били су међу првих десет и 5 на првом месту. Деди Јанки је девет музичар са највише синглова на Hot Latin Songs. На листи Билборд хот 100, нашло се 10 песама музичара.

## Албуми

### Студијски албуми
| No Mercy | - Датум објављивања: 2. април 1995. - Издавачка кућа: White Lion Records - Формат: ЦД, касета                            | —                       | —                       | —                       | —                       | —                       | —                       | —                       | —                       | —                       | —                       |                                              |                                               |
| El Cangri.com                                                                                                 | - Датум објављивања: 20. јун 2002. - Издавачка кућа: V.I. Music - Формат: ЦД, дигитално преузимање                       | —                       | 43                      | —                       | —                       | —                       | —                       | —                       | —                       | —                       | —                       |                                              |                                               |
| Barrio Fino                                                                                                   | - Датум објављивања: 13. јул 2004. - Издавачка кућа: El Cartel Records, Machete Music - Формат: ЦД, дигитално преузимање | 26                      | 1                       | 16                      | 51                      | 67                      | 46                      | 18                      | 26                      | 26                      | 28                      | - КАН: 9,300 - МЕК: 100,000 - САД: 1,083,000 | - AMPROFON: Платина - RIAA: Платина           |
| El Cartel: The Big Boss                                                                                       | - Датум објављивања: 5. јун 2007. - Издавачка кућа: El Cartel, Interscope Records - Формат: ЦД, дигитално преузимање     | 9                       | 1                       | 1                       | —                       | —                       | —                       | 5                       | —                       | 65                      | 52                      | - МЕК: 40,000 - САД: 300,000                 | - AMPROFON: Златно - RIAA: 3× Платина (Latin) |
| Mundial | - Датум објављивања: 27. април 2010. - Издавачка кућа: El Cartel, Sony Music - Формат: ЦД, дигитално преузимање          | 29                      | 1                       | 10                      | —                       | —                       | —                       | 28                      | —                       | —                       | —                       | - САД: 13,000                                |                                               |
| Prestige | - Датум објављивања: 11. септембар 2012. - Издавачка кућа: El Cartel, Capitol Latin - Формат: ЦД, дигитално преузимање   | 39                      | 1                       | 5                       | —                       | —                       | —                       | 44                      | —                       | —                       | 93                      | - САД: 50,000                                | - RIAA: Златно                                |
| El Disco Duro                                                                                                 | Треба да буде објављено                                                                                                  | Треба да буде објављено | Треба да буде објављено | Треба да буде објављено | Треба да буде објављено | Треба да буде објављено | Треба да буде објављено | Треба да буде објављено | Треба да буде објављено | Треба да буде објављено | Треба да буде објављено | Треба да буде објављено                      | Треба да буде објављено                       |
| "—" означава издање које или није дебитовало на тој топ-листи или није дебитовало у/на тој држави/територији. | |                         |                         |                         |                         |                         |                         |                         |                         |                         |                         |                                              |                                               |

### Компилације
| Назив          | Детаљи                                                                                       | Позиција | Позиција  | Позиција | Позиција   | Позиција     |
| Назив          | Детаљи                                                                                       | САД      | САД Latin | САД R&B  | САД Reggae | САД Tropical |
| -------------- | -------------------------------------------------------------------------------------------- | -------- | --------- | -------- | ---------- | ------------ |
| Los Homerun-es | - Датум објављивања: 23. септембар 2003. - Издавачка кућа: Los Cangris, Machete - Формат: ЦД | 158      | 7         | 63       | 3          | 4            |

### Уживо албуми
| Назив                         | Детаљи | Позиције | Позиције  | Позиције | Позиције | Позиције     | Број проданих примерака       | Сертифкати                         |
| Назив                         | Детаљи | САД      | САД Latin | САД реп  | САД реге | САД Tropical | Број проданих примерака       | Сертифкати                         |
| ----------------------------- | --- | -------- | --------- | -------- | -------- | ------------ | ----------------------------- | ---------------------------------- |
| Ahora le Toca al Cangri! Live | - Датум објављивања: 15. март 2005. - Издавачка кућа: V.I. - Формат: ЦД                                            | 104      | 3         | —        | 2        | 3            |                               |                                    |
| Barrio Fino en Directo        | - Датум објављивања: 13. децембар 2005. - Издавачка кућа: El Cartel, Interscope - Формат: ЦД, дигитално преузимање | 24       | 1         | 6        | —        | —            | - МЕК: 100,000 - САД: 809,000 | - AMPROFON: Платина - RIAA: Златно |

### Остали албуми
| Назив                     | Детаљи | Позиције | Позиције  | Позиције | Позиције   | Позиције | Број проданих примерака | Сертифкати                 |
| Назив                     | Детаљи | САД      | САД Latin | САД реп  | САД Sound. | МЕК      | Број проданих примерака | Сертифкати                 |
| ------------------------- | --- | -------- | --------- | -------- | ---------- | -------- | ----------------------- | -------------------------- |
| El Cartel de Yankee       | - Датум објављивања: 26. август 1997. - Издавачка кућа: El Cartel, Guatauba - Формат: ЦД                      | —        | —         | —        | —          | —        |                         |                            |
| El Cartel II: Los Cangris | - Датум објављивања: 15. март 2001. - Издавачка кућа: El Cartel, Pina Records - Формат: ЦД                    | —        | —         | —        | —          | —        |                         |                            |
| Talento de Barrio         | - Датум објављивања: 12. август 2008. - Издавачка кућа: El Cartel, Machete - Формат: ЦД, дигитално преузимање | 13       | 1         | 6        | 3          | 28       | - САД: 200,000          | - RIAA: 2× Платина (Latin) |
| King Daddy                | - Датум објављивања: 29. октобар 2013. - Издавачка кућа: El Cartel - Формат: дигитално преузимање             | —        | 7         | —        | —          | —        | - САД: 2,000            | - PROMUSICAE: Златно       |

## Синглови

### Као главни извођач
| Назив | Година | Позиција | Позиција  | Позиција  | Позиција | Позиција | Позиција | Позиција | Позиција | Позиција | Позиција | Сертификат                                                                                 | Албум                   |
| Назив | Година | САД      | САД Latin | САД Trop. | КАН      | ФРА      | НЕМ      | ИТА      | ШПА      | ШВА      | УК       | Сертификат                                                                                 | Албум                   |
| --- | ------ | -------- | --------- | --------- | -------- | -------- | -------- | -------- | -------- | -------- | -------- | ------------------------------------------------------------------------------------------ | ----------------------- |
| "Latigazo" | 2002   | —        | —         | —         | —        | —        | —        | —        | —        | —        | —        |                                                                                            | El Cangri.com           |
| "Segurosqui"                                                                                                  | 2003   | —        | —         | 32        | —        | —        | —        | —        | —        | —        | —        |                                                                                            | Los Homerun-es          |
| "Gasolina" | 2004   | 32       | 17        | 2         | —        | 12       | 7        | 2        | —        | 5        | 5        |                                                                                            | Barrio Fino             |
| "Lo Que Pasó, Pasó"                                                                                           | 2004   | —        | 2         | 1         | —        | —        | —        | —        | —        | 35       | —        |                                                                                            | Barrio Fino             |
| "No Me Dejes Solo" (Wisin & Yandel и Деди Јанки)                                                              | 2005   | —        | 32        | 8         | —        | —        | —        | —        | —        | —        | —        |                                                                                            | Barrio Fino             |
| "Like You" | 2005   | 78       | —         | —         | —        | —        | —        | —        | —        | —        | —        |                                                                                            | Barrio Fino             |
| "Rompe" | 2005   | 24       | 1         | 1         | —        | —        | 64       | —        | —        | —        | —        |                                                                                            | Barrio Fino en Directo  |
| "Machucando"                                                                                                  | 2006   | —        | 2         | 2         | —        | —        | —        | —        | —        | —        | —        |                                                                                            | Barrio Fino en Directo  |
| "Gangsta Zone" (Снуп Дог и Деди Јанки)                                                                        | 2006   | —        | —         | 39        | —        | —        | —        | —        | —        | —        | —        |                                                                                            | Barrio Fino en Directo  |
| "Impacto" (Fergie и Деди Јанки)                                                                               | 2007   | 56       | 2         | 7         | —        | —        | —        | —        | —        | —        | —        |                                                                                            | El Cartel: The Big Boss |
| "Ella Me Levantó"                                                                                             | 2007   | —        | 2         | 4         | —        | —        | —        | —        | —        | —        | —        |                                                                                            | El Cartel: The Big Boss |
| "Pose" | 2008   | —        | 4         | 7         | —        | —        | —        | —        | —        | —        | —        |                                                                                            | Talento de Barrio       |
| "Llamado de Emergencia"                                                                                       | 2008   | —        | 17        | 2         | —        | —        | —        | —        | —        | —        | —        |                                                                                            | Talento de Barrio       |
| "¿Qué Tengo Que Hacer?"                                                                                       | 2009   | —        | 20        | 10        | —        | —        | —        | —        | —        | —        | —        |                                                                                            | Talento de Barrio       |
| "El Ritmo No Perdona (Prende)"                                                                                | 2009   | —        | 47        | 39        | —        | —        | —        | —        | —        | —        | —        |                                                                                            | Mundial                 |
| "Grito Mundial"                                                                                               | 2009   | —        | 24        | 7         | —        | —        | —        | —        | —        | —        | —        |                                                                                            | Mundial                 |
| "Descontrol"                                                                                                  | 2010   | —        | 16        | 2         | —        | —        | —        | —        | —        | —        | —        |                                                                                            | Mundial                 |
| "La Despedida"                                                                                                | 2010   | —        | 4         | 4         | —        | —        | —        | —        | 16       | —        | —        | - AMPROFON: Златно                                                                         | Mundial                 |
| "Ven Conmigo" (Prince Royce и Деди Јанки)                                                                     | 2011   | —        | 9         | 2         | —        | —        | —        | —        | —        | —        | —        |                                                                                            | Prestige                |
| "Lovumba" | 2011   | —        | 1         | 2         | —        | 135      | —        | —        | 33       | 56       | —        |                                                                                            | Prestige                |
| "Pasarela" | 2012   | —        | 4         | 3         | —        | —        | —        | —        | —        | —        | —        |                                                                                            | Prestige                |
| "Limbo" | 2012   | —        | 1         | 4         | —        | 141      | —        | 17       | 46       | 33       | —        | - FIMI: 2× Платина - PROMUSICAE: Платина                                                   | Prestige                |
| "La Nueva y La Ex"                                                                                            | 2013   | —        | 9         | 2         | —        | —        | —        | —        | —        | —        | —        |                                                                                            | King Daddy              |
| "Sábado Rebelde" (Plan B)                                                                                     | 2014   | —        | 49        | —         | —        | —        | —        | —        | —        | —        | —        |                                                                                            | El Disco Duro           |
| "Sígueme Y Te Sigo"                                                                                           | 2015   | —        | 6         | 5         | —        | 199      | —        | —        | 12       | —        | —        | - FIMI: Златно - PROMUSICAE: 2× Платина                                                    | El Disco Duro           |
| "Vaivén" | 2015   | —        | 7         | 3         | —        | —        | —        | —        | 19       | —        | —        | - PROMUSICAE: Платина                                                                      | El Disco Duro           |
| "Shaky Shaky"                                                                                                 | 2016   | 88       | 1         | 1         | —        | —        | —        | —        | 25       | —        | —        | - FIMI: Златно - PROMUSICAE: 2× Платина - RIAA: 17× Платина (Latin)                        | El Disco Duro           |
| "Otra Cosa" (Natti Natasha и Деди Јанки)                                                                      | 2016   | —        | 21        | 17        | —        | —        | —        | —        | —        | —        | —        |                                                                                            | El Disco Duro           |
| "La Rompe Corazones" (Ozuna и Деди Јанки)                                                                     | 2017   | —        | 12        | —         | —        | —        | —        | —        | 8        | —        | —        | - PROMUSICAE: 3× Платина - RIAA: 17× Платина (Latin)                                       | El Disco Duro           |
| "Vuelve" (Bad Bunny и Деди Јанки)                                                                             | 2017   | —        | 11        | —         | —        | —        | —        | —        | 17       | —        | —        | - PROMUSICAE: Платина - RIAA: Дијамантски (Latin)                                          | El Disco Duro           |
| "Dura" | 2018   | 43       | 2         | —         | 77       | 83       | 60       | 19       | 1        | 22       | —        | - AMPROFON: 2× Платина - FIMI: Платина - PROMUSICAE: 3× Платина - RIAA: 21× Платина(Latin) | El Disco Duro           |
| "Hielo" | 2018   | —        | 42        | —         | —        | —        | —        | —        | —        | —        | —        |                                                                                            | El Disco Duro           |
| "Zum Zum" (R.K.M & Ken-Y, Arcángel и Деди Јанки)                                                              | 2018   | —        | 20        | —         | —        | —        | —        | —        | 58       | —        | —        |                                                                                            | Треба да буде објављено |
| "Como Soy" Bad Bunny и Деди Јанки)                                                                            | 2018   | —        | 39        | —         | —        | —        | —        | —        | 99       | —        | —        |                                                                                            | Треба да буде објављено |
| "Adictiva" (Anuel AA и Деди Јанки)                                                                            | 2018   | —        | 11        | —         | —        | —        | —        | —        | 15       | —        | —        |                                                                                            | Треба да буде објављено |
| "—" означава издање које или није дебитовало на тој топ-листи или није дебитовало у/на тој држави/територији. |        |          |           |           |          |          |          |          |          |          |          |                                                                                            |                         |

### Као гостујући музичар
| Назив | Година | Позиција | Позиција  | Позиција | Позиција | Позиција | Позиција | Позиција | Позиција | Позиција | Позиција | Сертификат | Албум                              |
| Назив | Година | САД      | САД Latin | АУС      | КАН      | ФРА      | НЕМ      | ИТА      | ШПА      | ШВА      | УК       | Сертификат | Албум                              |
| --- | ------ | -------- | --------- | -------- | -------- | -------- | -------- | -------- | -------- | -------- | -------- | --- | ---------------------------------- |
| "Los 12 Discípulos" (Eddie Dee, Gallego, Vico C, Tego Calderón, Julio Voltio, Ivy Queen, Zion & Lennox, Nicky Jam, Johnny Prez, Wiso G, и Деди Јанки) | 2004   | —        | —         | —        | —        | —        | —        | —        | —        | —        | —        | | 12 Discípulos                      |
| "Oye Mi Canto" (N.O.R.E., Nina Sky, Big Mato, Gem Star, и Деди Јанки)                                                                                 | 2004   | 12       | 22        | —        | —        | 13       | —        | 29       | —        | —        | —        | | N.O.R.E. y la Familia...Ya Tú Sabe |
| "Mayor Que Yo" (Luny Tunes, Baby Ranks, Tony Tun Tun, Wisin & Yandel,[Héctor El Father и Деди Јанки)                                                  | 2005   | —        | 3         | —        | —        | —        | —        | —        | —        | —        | —        | | Mas Flow 2                         |
| "Drop It on Me" (Рики Мартин и Деди Јанки) | 2005   | —        | —         | —        | —        | —        | —        | —        | —        | —        | —        | | Life                               |
| "Noche de Entierro (Nuestro Amor)" (Luny Tunes, Tony Tun Tun, Wisin & Yandel, Héctor El Father, Zion & Lennox и Деди Јанки)                           | 2006   | —        | 6         | —        | —        | —        | —        | —        | —        | —        | —        | | Mas Flow: Los Benjamins            |
| "Aprovecha" (Nova & Jory и Деди Јанки) | 2012   | —        | —         | —        | —        | —        | —        | —        | —        | —        | —        | | Mucha Calidad                      |
| "More Than Friends" (Inna и Деди Јанки) | 2013   | —        | —         | —        | —        | 92       | —        | 52       | 7        | —        | —        | | Party Never Ends                   |
| "Moviendo Caderas" (Yandel и Деди Јанки) | 2014   | —        | 10        | —        | —        | —        | —        | —        | 27       | —        | —        | - AMPROFON: Златно - PROMUSICAE: Платина | De Líder a Leyenda                 |
| "Nota de Amor" (Wisin, Carlos Vives и Деди Јанки) | 2015   | —        | 5         | —        | —        | —        | —        | —        | 76       | —        | —        | - AMPROFON: Златно - RIAA: 5× Платина (Latin) | Los Vaqueros: La Trilogía          |
| "We Wanna" (Alexandra Stan, Ина и Деди Јанки) | 2015   | —        | —         | —        | —        | —        | —        | 60       | 82       | —        | —        | - FIMI: Златно | Alesta, Inna и Unlocked            |
| "Imaginándote" (Reykon и Деди Јанки) | 2015   | —        | 25        | —        | —        | —        | —        | —        | 68       | —        | —        | - PROMUSICAE: Златно | Није ни на једном албуму           |
| "Fronteamos Porque Podemos" (De La Ghetto, Yandel, Ñengo Flow и Деди Јанки)                                                                           | 2015   | —        | —         | —        | —        | —        | —        | —        | —        | —        | —        | - RIAA: Платина | Није ни на једном албуму           |
| "Mayor Que Yo 3" (Luny Tunes, Yandel, Don Omar, Wisin, и Деди Јанки)                                                                                  | 2015   | —        | 20        | —        | —        | —        | —        | —        | 15       | —        | —        | - PROMUSICAE: 2× Платина | Није ни на једном албуму           |
| "Andas en Mi Cabeza" (Chino & Nacho и Деди Јанки) | 2016   | —        | 6         | —        | —        | —        | —        | —        | 14       | —        | —        | - FIMI: Златно - PROMUSICAE: 4× Платина - RIAA: Платина (Latin) | Није ни на једном албуму           |
| "Not a Crime" (Play-N-Skillz и Деди Јанки) | 2016   | —        | 21        | —        | —        | —        | —        | —        | 71       | —        | —        | - RIAA: Златно (Latin) | Није ни на једном албуму           |
| "A Donde Voy" (Cosculluela и Деди Јанки) | 2016   | —        | 27        | —        | —        | —        | —        | —        | 45       | —        | —        | - PROMUSICAE: Платина | Blanco Perla                       |
| "Tú y Yo" (Tommy Torres и Деди Јанки) | 2016   | —        | 41        | —        | —        | —        | —        | —        | —        | —        | —        | | Није ни на једном албуму           |
| "Sola" (ремикс) (Anuel AA, Farruko, Zion & Lennox, Wisin, и Деди Јанки)                                                                               | 2016   | —        | 34        | —        | —        | —        | —        | —        | 15       | —        | —        | - PROMUSICAE: 3× Платина - RIAA: Платина (Latin) | Није ни на једном албуму           |
| "Despacito" (Луис Фонси и Деди Јанки) | 2017   | 1        | 1         | 1        | 1        | 1        | 1        | 1        | 1        | 1        | 1        | - ARIA: 6× Платина - BPI: 4× Платина - BVMI: 4× Платина - FIMI: Дијамантски - IFPI SWI: Платина - MC: Дијамантски - PROMUSICAE: 13× Платина - RIAA: Дијамантски - SNEP: Дијамантски | Није ни на једном албуму           |
| "Bella y Sensual" (Romeo Santos, Nicky Jam и Деди Јанки)                                                                                              | 2017   | 95       | 6         | —        | —        | —        | —        | —        | 30       | —        | —        | - PROMUSICAE: Платина - RIAA: 6× Платина | Golden                             |
| "La Fórmula" (De La Ghetto, Ozuna, Chris Jeday, и Деди Јанки)                                                                                         | 2017   | —        | 23        | —        | —        | —        | —        | —        | 65       | —        | —        | | Није ни на једном албуму           |
| "Boom Boom" | 2017   | —        | 24        | —        | —        | 170      | —        | —        | —        | 90       | —        | | Треба да буде објављено            |
| "Todo Comienza En La Disco" (Wisin, Yandel и Деди Јанки)                                                                                              | 2017   | —        | 16        | —        | —        | —        | —        | —        | 72       | —        | —        | | Victory                            |
| "Azukita" (Steve Aoki, Play-N-Skillz, Elvis Crespo и Деди Јанки)                                                                                      | 2018   | —        | 29        | —        | —        | —        | —        | 95       | 24       | —        | —        | | Треба да буде објављено            |
| "Made for Now" (Џенет Џексон и Деди Јанки) | 2018   | 88       | —         | —        | —        | —        | —        | —        | —        | —        | —        | | Треба да буде објављено            |
| "Asesina" (ремикс) (Brytiago, Darell, Ozuna, Anuel AA и Деди Јанки)                                                                                   | 2018   | —        | 9         | —        | —        | —        | —        | —        | —        | —        | —        | | Треба да буде објављено            |
| "—" означава издање које или није дебитовало на тој топ-листи или није дебитовало у/на тој држави/територији.                                         |        |          |           |          |          |          |          |          |          |          |          | |                                    |

### Остале и промотивне песме
| Назив | Година | Позиција  | Позиција  | Позиција | Сертификат           | Албум                         |
| Назив | Година | САД Latin | САД Trop. | ШПА      | Сертификат           | Албум                         |
| --- | ------ | --------- | --------- | -------- | -------------------- | ----------------------------- |
| "Brugal Mix"                                                                                                  | 2002   | —         | 40        | —        |                      | El Cangri.com                 |
| "Yo Voy" (Zion & Lennox и Деди Јанки)                                                                         | 2004   | 12        | 7         | —        |                      | Motivando a la Yal            |
| "Sabor a Melao" (Andy Montañez и Деди Јанки)                                                                  | 2004   | —         | 10        | —        |                      | Barrio Fino                   |
| "Tu Príncipe" (Zion & Lennox и Деди Јанки)                                                                    | 2004   | 35        | —         | —        |                      | Barrio Fino                   |
| "Aquí Está Tu Caldo"                                                                                          | 2005   | —         | 34        | —        |                      | Blin Blin, Vol. 1             |
| "Taladro" (Eddie Dee и Деди Јанки)                                                                            | 2005   | —         | 22        | —        |                      | 12 Discípulos                 |
| "Mírame" | 2005   | 34        | 5         | —        |                      | Mas Flow 2                    |
| "El Truco" | 2005   | —         | 23        | —        |                      | Barrio Fino en Directo        |
| "Paleta" (Wisin & Yandel и Деди Јанки)                                                                        | 2005   | 31        | 39        | —        |                      | Pa'l Mundo                    |
| "Se Le Ve" (Andy Montañez и Деди Јанки)                                                                       | 2006   | 43        | 2         | —        |                      | Salsatón: Salsa con Reggaetón |
| "Mía" (Tito El Bambino и Деди Јанки)                                                                          | 2006   | 12        | 9         | —        |                      | Top of the Line               |
| "Rescate" (Alexis & Fido и Деди Јанки)                                                                        | 2011   | 28        | 7         | —        |                      | Perreología                   |
| "La Máquina de Baile"                                                                                         | 2012   | 42        | —         | —        |                      | Prestige                      |
| "El Amante" (J Álvarez и Деди Јанки)                                                                          | 2012   | 40        | —         | —        |                      | Prestige                      |
| "La Noche de Los Dos" (Natalia Jiménez и Деди Јанки)                                                          | 2012   | 19        | 19        | —        |                      | Prestige                      |
| "A Donde Voy" (Cosculluela и Деди Јанки)                                                                      | 2016   | 35        | 24        | —        |                      | Blanco Perla                  |
| "Pierde Los Modales" (J Balvin и Деди Јанки)                                                                  | 2016   | —         | —         | 62       | - PROMUSICAE: Златно | Energía                       |
| "No Quiere Enamorarse" (Ozuna и Деди Јанки)                                                                   | 2016   | 35        | —         | —        |                      | Није ни на једном албуму      |
| "Hula Hoop"                                                                                                   | 2017   | 30        | —         | 75       | - RIAA: 2× Платина   | Није ни на једном албуму      |
| "Havana" (ремикс) (Camila Cabello и Деди Јанки)                                                               | 2017   | —         | —         | 16       | - PROMUSICAE: Златно | Camila                        |
| "—" означава издање које или није дебитовало на тој топ-листи или није дебитовало у/на тој држави/територији. |        |           |           |          |                      |                               |

## Остали пројекти
| Назив                  | Година | Музичар(и)                       | Албум                           | Заслуге            |
| ---------------------- | ------ | -------------------------------- | ------------------------------- | ------------------ |
| "Ella Me Conviene"     | 2010   | Zion & Lennox                    | 'Los Verdaderos                 | Текст              |
| "Olé"                  | 2014   | Yandel                           | Legacy: De Líder a Leyenda Tour | Текст              |
| "Amantes de una Noche" | 2018   | Natti Natasha, Bad Bunny         | Треба да буде објављено         | Продукција         |
| "Sin Pijama"           | 2018   | Becky G and Natti Natasha        | Треба да буде објављено         | Продукција и текст |
| "Justicia"             | 2018   | Silvestre Dangond, Natti Natasha | Треба да буде објављено         | Продукција и текст |